# Mol (Serbien)
Mol (serbisch-kyrillisch Мол, ungarisch Mohol, deutsch Mol) ist ein Ort im nördlichen Serbien in der autonomen Provinz Vojvodina, im Okrug Severni Banat. Sie gehört der Opština Ada an und liegt am linken Ufer der Theiß.

## Bevölkerung
- 1991 hatte die Stadt 7522 Einwohner, davon waren
  - 4787 Ungarn (63,8 %)
  - 2171 Serben (28,9 %)
  - 307 Jugoslawen
  - 107 Roma
  - 29 Kroaten, 14 Montenegriner, 12 Deutsche, 12 Slowaken, 6 Bunjewazen, 6 Muslime, 4 Mazedonen, 4 Slowenen, 3 Rumänen, 1 Albaner, 1 Bulgare, 1 Ruthene, 1 Ukrainer, 1 Walache, 14 Sonstige, 40 Unbekannte, 1 äußerte sich nicht.

- 2002 hatte die Stadt 6786 Einwohner, davon waren
  - 4217 Ungarn (62,1 %)
  - 2189 Serben (32,3 %)
  - 153 Roma
  - 52 Jugoslawen
  - 22 Kroaten, 10 Albaner, 8 Montenegriner, 5 Deutsche, 4 Slowaken, 3 Bunjewazen, 3 Muslime, 3 Ruthenen, 2 Mazedonen, 2 Slowenen, 2 Ukrainer, 1 Rumäne, 11 Sonstige, 56 äußerten sich nicht, 27 Unbekannte, 16 Regionale.